# Cyperus kappleri
Cyperus kappleri är en halvgräsart som beskrevs av Ferdinand von Hochstetter och Ernst Gottlieb von Steudel. Cyperus kappleri ingår i släktet papyrusar, och familjen halvgräs. Inga underarter finns listade i Catalogue of Life.